# مرک میلی‌پور
مرک میلی‌پور(به انگلیسی: Merck Millipore) نام تجاری مورد استفاده توسط شرکت مرک در تجارت جهانی علوم زیستی بود که تا سال ۲۰۱۵ و زمانی که نام تجاری آن بازتعریف شد، مورد استفاده قرار می‌گرفت. این نام در اصل زمانی شکل گرفت که مرک در سال ۲۰۱۰ شرکت میلی‌پور را خریداری نمود. شرکت مرک تأمین کننده بزرگ صنعت علوم زیستی است. شرکت میلی‌پور در سال ۱۹۵۴ تأسیس شد و از اوایل دهه ۱۹۹۰ به عنوان یک شرکت بین‌المللی علوم زیستی، که به واسطه تولید فیلترهای خاص با منافذ میکرونی مشهور است، در فهرست شاخص S&P 500 قرار گرفت. در سال ۲۰۱۵، مرک، سیگما-آلدریچ را خریداری نمود و آن را با مرک میلی‌پور ادغام کرد. در ایالات متحده و کانادا، همکنون این شرکت با نام میلی‌پور سیگما شناخته می‌شود.